# Scaeurgus
Genre
Scaeurgus est un genre de mollusques de la famille des Octopodidae.

## Liste des espèces
Selon World Register of Marine Species (9 décembre 2018) :
- Scaeurgus jumeau Norman, Hochberg & Boucher-Rodoni, 2005
- Scaeurgus nesisi Norman, Hochberg & Boucher-Rodoni, 2005
- Scaeurgus patagiatus Berry, 1913
- Scaeurgus tuber Norman, Hochberg & Boucher-Rodoni, 2005
- Scaeurgus unicirrhus (Delle Chiaje (in de Férussac & d'Orbigny), 1841)